# Клита
Клита (др.-греч. Κλείτη) — персонаж греческой мифологии, жена царя долионов Кизика, действующее лицо поэмы Аполлония Родосского «Аргонавтика». Она покончила с собой после трагической гибели мужа.

## В мифологии
Клита была дочерью Меропа, царя города Перкота в Троаде. Её отец и двое братьев упоминаются в «Илиаде» Гомера, а сама Клита появляется в более поздних источниках. Аполлоний Родосский сообщает, что её взял в жёны «за богатое вено» Кизик — царь племени долионов, жившего на побережье Пропонтиды. Вскоре после свадьбы на берег страны долионов высадились аргонавты, плывшие в Колхиду за золотым руном, и встретили радушный приём. Однако сразу после отплытия «Арго» попал в шторм, и ночью его прибило к тому же берегу. В темноте вчерашние друзья не узнали друг друга, и начался бой, в котором Кизик погиб. Узнав о смерти мужа, Клита повесилась. По словам Аполлония, нимфы так оплакивали её гибель, что из их слёз образовался ручей, названный в честь умершей. Исследователи считают соответствующий фрагмент «Аргонавтики» типичным для эллинистической эпохи этиологическим рассказом в сентиментальном духе.
По данным автора схолиев к Аполлонию Родосскому и Валерия Флакка, Клита умерла бездетной. Однако писатель по имени Неанф, упомянутый схолиастом, пишет о сыне Клиты и Кизика, получившем имя отца.
Существует альтернативная версия мифа, по которой Кизик был женат не на Клите, а на Ларисе, дочери Пиаса.